# Cacosternum poyntoni
Cacosternum poyntoni é uma espécie de anfíbio anuro da família Petropedetidae.
É endémica da África do Sul.